# Сребрнкасти гибон
Сребрнкасти гибон или јавански гибон (лат. Hylobates moloch) је мајмун из породице гибона (Hylobatidae), ендемичан за острво Јаву. Настањује флористички богате и очуване тропске кишне шуме.

## Угроженост
Ова врста се сматра угроженом.